# 游居敬
游居敬（1509年—1571年），字行简，号可斋。福建延平府南平县（今福建省南平市延平区）人。明朝政治人物、學者。

## 生平
游居敬生於正德四年（1509年）。14岁成為府学弟子員。嘉靖十年（1531年）舉福建乡试六十四名，嘉靖十一年（1532年），聯捷壬辰科会试二百十三名，廷试二甲七十六名进士，工部观政後，選为翰林院庶吉士。十三年十二月授山东道监察御史，十五年巡按应天府，弹劾南京吏部尚书湛若水，請禁止约束故兵部尚书王守仁及若水所著书，并毁其门人所创书院。十七年正月出为浙江按察使司佥事，二十年二月升广东按察副使。
嘉靖二十六年任湖广右参政，升浙江按察使、本省左右布政使，调山东左布政。三十七年八月升都察院右副都御史、巡抚云南，三十九年八月升南京户部右侍郎，其间因征剿东川逆贼阿堂，不等候川贵抚按勘明具奏，即调土汉兵五万馀，费以数万计，进兵剿之，巡按御史王大任言于朝，诏锦衣卫械系至京讯治，四十年正月以擅调军马，謫戍边远充军。謫戍七年，隆庆元年（1567年），撫按交章举荐，三年（1569年）四月起任南京刑部右侍郎，十一月改任刑部右侍郎。隆庆五年（1571年）二月以年老不称职被都给事中韩楫弹劾，被令致仕。同年九月初十日（1571年）去世，葬于南山（今南平市延平区南山镇南山村）。

## 著作
游居敬著有《五经旁注》、《可斋文集》、《奏议》、《丹园集》、《延郡志》。

## 家族
曾祖游廷賜。祖父游祐，祖母吴氏。父游綸，字邦濟，號默斋，嘉靖十四年任睢宁县知县，二十年致仕，二十三年以子贵誥封廣東副使。母吴氏，封宜人。弟游主敬，高州府照磨。子於北，知县；於廣，上林苑监左监丞；於臬；於畿，庠生。孫應夢，光禄署丞；應陞；應台；應嶽，俱生员；應榮；應華；應琴；應朝；應奇；應吉。曾孫學皐；學龍，俱庠生；學乾；學光。